# 서울 지장암 산신도
서울 지장암 산신도(서울 地藏菴 山神圖)는 서울특별시 종로구 창신동, 지장암에 있는 조선시대의 산신도이다. 2009년 3월 5일 서울특별시의 유형문화재 제284호로 지정되었다.

## 개요
수명장수와 현세의 복을 구하기 위해 그려지는 산신도는 산왕(山王)으로 신앙되던 호랑이를 의인화하여 묘사한 불화이다. 불교가 민간신앙과 결합하면서 토착화하는 과정에서 산신에 대한 신앙이 유행하면서 사찰의 산신각, 산왕각, 삼성각 등에 봉안되었다. 이 산신도는 화기에 의하면 1901년(광무5년)에 환옹후진(幻翁嗅眞)이 증명(證明)을 맡고, 수경당승호(繍瓊堂承琥)가 수화사(首畵師)로 예운당상규(禮芸堂尙奎), 창오(昌旿), 상근(尙根), 영욱(靈昱), 긍엽(亘葉)등이 제작에 참여한 작품으로 칠성도, 독성도 등과 함께 봉안된 것이다.
화면에는 깊은 산과 골짜기를 배경으로 노인 모습의 산신이 동자를 대동하고 앉아 있고, 산신 옆에는 호랑이가 웅크리고 앉아 있다. 인자한 표정의 산신이 병풍을 두르고 의자에 정면으로 앉아있는데, 붉은 색의 옷을 입고 머리에는 검은 망건을 쓴 모습이다. 왼손으로는 흰수염을 만지며 오른손에는 백우선(白牛扇)을 들고 있다.
예운당 상규는 삼각산 원흥사 산신도(1903, 남양주 봉선사 소장)에서 같은 초본을 사용한 듯 인물, 호랑이, 동자의 표현이나 물결무늬가 있는 병풍을 두른 모양 등이 거의 일치한다. 수경당 승호는 경기도 지역 화사로서 여주 신륵사에 1900년에 그린 불화 3점이 전한다.
< 畵記 >
緣化秩
證明比丘 幻翁堂嗅眞
誦呪比丘 桂苑堂 錫基
持殿比丘 湛然
金魚比丘繡瓊堂承琥
片手比丘禮芸堂尙奎
比丘 昌旿 尙根
比丘 靈昱 亘葉
化主 大悟 供司 光明
施主秩
乾命甲申生玄命錫
光武五年辛丑四月日奉安于地藏庵
七星幀一軸 獨聖幀一軸 山神幀一軸

19세기 제작 산신도에 화기가 있는 경우가 많지 않은데, 이 산신도는 화기가 있어 제작자와 제작년월일, 봉안 장소 등을 명확히 알 수 있어 산신도 연구에 중요한 자료이다.

## 같이 보기
- 지장암

## 참고 자료
- 지장암 산신도 - 국가유산청 국가유산포털